# Horst Höfer
Gustav Horst Höfer (* 2. Mai 1876 in Plauen bei Dresden; † 15. Februar 1961 in Meißen) war ein deutscher Lehrer und Landwirt, der den Sächsischen Bauernkalender herausgab.

## Leben und Wirken
Er war der Sohn des Oberpostdirektionssekretärs Gustav Höfer und dessen Ehefrau Anna Franziska geborene Riedel. Er besuchte eine Privatschule in Dresden und promovierte 1902 an der Universität Leipzig zum Dr. phil. Das Thema seiner Dissertation lautete Einfluß einer fettarmen und einer durch Kokosfett-Emulsion fettreich gemachten nahrung auf die Zusammensetzung der Milch und die Beschaffenheit des Milchfettes beim Rinde. Beitrag zur Lösung der Frage nach der Quelle des Milchfettes. Danach war er als Lehrer in Meißen tätig. Später wurde er Direktor der Landwirtschaftlichen Schule. In Schulkreisen bekannt wurde er für seinen Atlas für landwirtschaftliche Schulen „Die landwirtschaftliche Zahl im Bilde“. Daneben wirkte als Landwirt auf dem Rittergut Dobeneck. Ab 1923 gab er, zunächst im Auftrag des Landeskulturrates, den Sächsischen Bauernkalender heraus.

## Schriften (Auswahl)
- Einfluß einer fettarmen und einer durch Kokosfett-Emulsion fettreich gemachten nahrung auf die Zusammensetzung der Milch und die Beschaffenheit des Milchfettes beim Rinde. Beitrag zur Lösung der Frage nach der Quelle des Milchfettes. Leipzig 1902.
- Die landwirtschaftliche Zahl im Bilde. Ein Atlas für landwirtschaftliche Schulen. Bautzen 1913.
- Geographie mit Bilderatlas für Landwirte. Bautzen 1922.
- (mit Heinrich Walter): Geschichte der deutschen Landwirtschaft. Berlin 1930.
- Tagebuch für Landwirtschaftslehrlinge. 2. Aufl., Dresden 1933.